# Suchogorgon golubevi
Suchogorgon golubevi és una espècie extinta de sinàpsid de la família dels gorgonòpids que visqué en allò que avui en dia és l'Europa oriental durant el Permià mitjà, fa entre 259,5 i 264,3 milions d'anys. Se n'han trobat restes fòssils a Rússia. Es tracta de l'única espècie reconeguda del gènere Suchogorgon. Tenia les òrbites oculars petites i les dents postcanines minúscules. El nom genèric Suchogorgon significa ‘gòrgona del Súkhona’, mentre que el nom específic golubevi li fou assignat en honor del paleontòleg rus Valeri Gólubev.